# Vadehavet

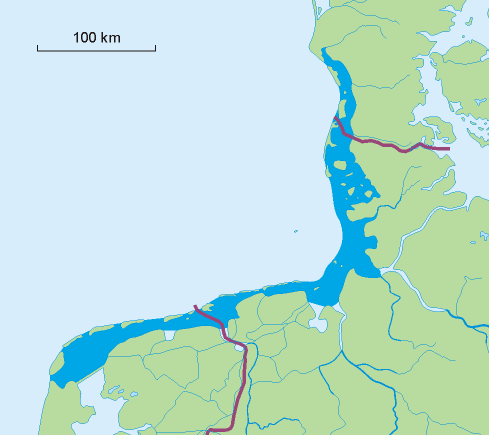
Karta över Vadehavet vid Tyska bukten

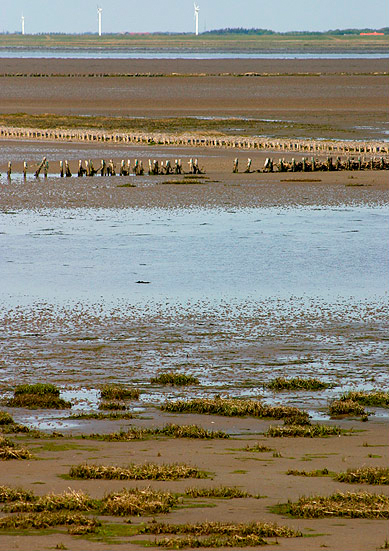
Vadehavet sett från Rømø.

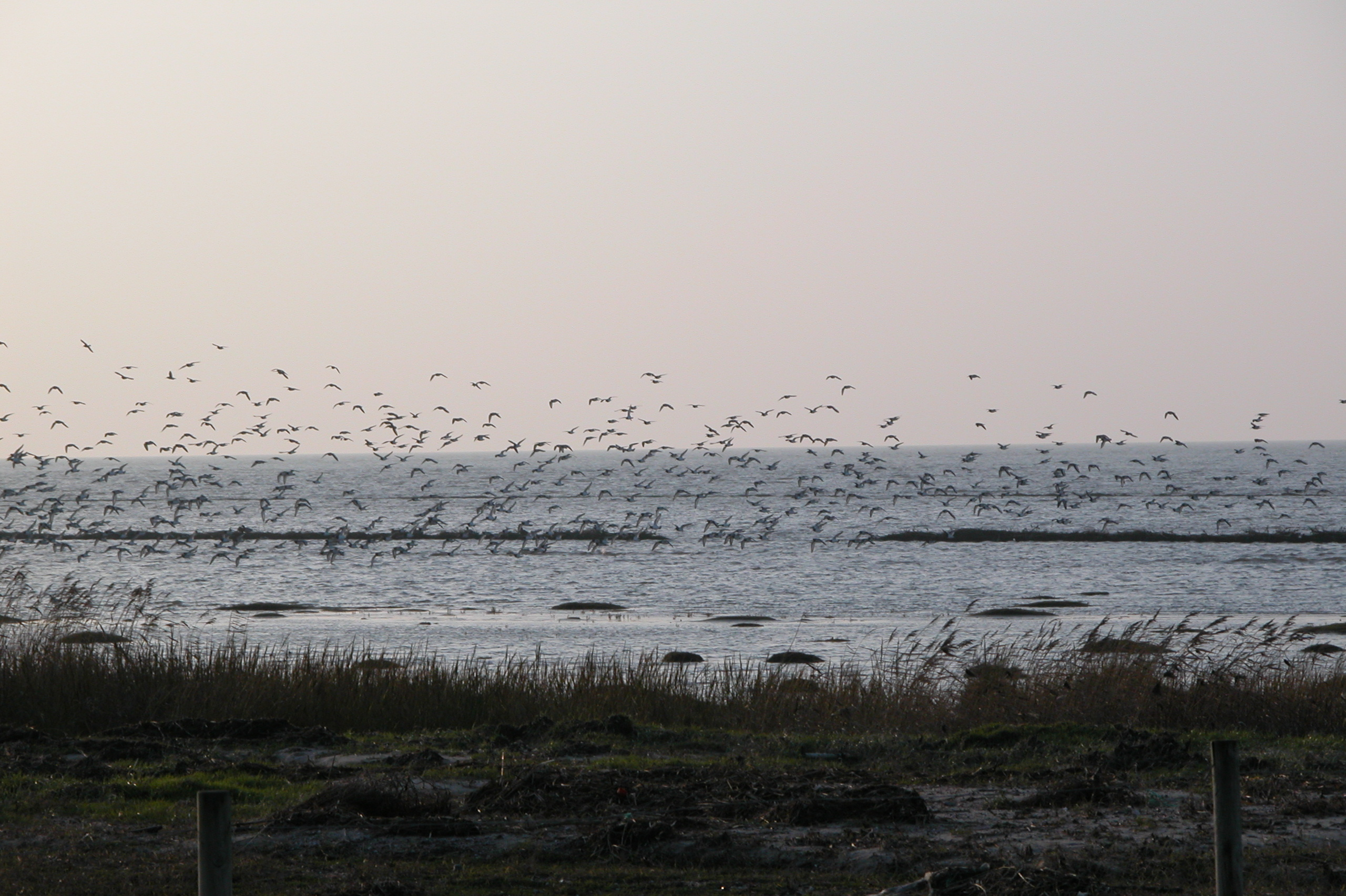
Vadehavet vid Sydslesvig.

Vadehavet (nederländska: Waddenzee, tyska: Wattenmeer) är ett kustområde vid Nordsjön som sträcker sig från Hobukten vid Esbjerg söderut till den holländska staden Den Helder och karaktäriseras av sina specifika tidvattensförhållanden. Vadehavet är cirka 500 km långt och har en area på cirka 10 000 km² och omfattar områden i Danmark, Tyskland och Nederländerna. På grund av sin rika och specialiserade biotop är merparten av Vadehavet ett djur- och naturreservat. De tyska och nederländska delarna av Vadehavet nominerades år 2008 till Unescos världsarvslista och  blev antagna den 26 juni 2009. Området utvidgades år 2014 med den danska delen av Vadehavet.

## Geografi
Vadehavet ligger längs kusten i sydöstra Nordsjön i den del som kallas Tyska bukten, från Den Helder i Nederländerna till Blåvandshuk i Danmark. I södra delen ligger Vadehavet mellan fastlandet och de västfrisiska öarna och ostfrisiska öarna. Mellan Wesers mynning och Eiderstedt ligger Vadehavets centrala delar där Vadehavet, Nordsjön och olika flodmynningar går direkt in i varandra. Norr om Eiderstedt ligger den norra delen av Vadehavet mellan fastlandet och de nordfrisiska öarna.
Vadehavet innehåller en mängd större och mindre öar.
- Römö, Mandö och Fanö i Danmark
- De nordfrisiska öarna Sylt, Föhr, Pellworm och Amrum
- Neuwerk, Nigehörn och Scharhörn i mynningen av Elbe och Weser
- De ostfrisiska öarna Borkum, Juist, Norderney, Baltrum, Langeoog, Spiekeroog och Wangerooge utmed den ostfrisiska kusten
- De västfrisiska öarna Texel, Vlieland, Terschelling, Ameland, Schiermonnikoog, och Rottumeroog  i Nederländerna

## Tillkomst
Under den senaste istiden, Weichsel, som började för 115 000 år sedan och slutade för drygt 11 000 år sedan, låg isen tungt över Danmark med undantag av sydvästligaste Jylland.
Då isarna smälte bort steg havsnivån till långt över den nuvarande. Men för ca 7000 år sedan låg kustlinjen ungefär där den ligger idag. Då transporterade tidvattnet och vågorna havssediment mot kusten och så höjdes landnivån ungefär i takt med att havsnivån steg. När havsnivån inte längre steg kom så strandvallarna till som är kärnan till nuvarande kedjan av öar. Det är ett dynamiskt område allt sedan dess, där sedimentation och erosion ger upphov till ett ständigt förändrande landskap.

## Tidvatten
Hela Vadehavsområdet är starkt påverkat av tidvatten. Tidvattnet har en cykel mellan högvatten och lågvatten på 6 1/4 timme. Vädret inverkar också på tidvattnet. Vind från väst pressar havsvattnet in mot Vadehavskusten och förstärker högvattnets effekt med upp till 4 meter vid orkan.

## Marskland
Tidvattnet för med sig dy, bestående av sand och organiskt material, in till låglänta områden som våtmarker och marskland som periodvis översvämmas. Olika områden översvämmas olika ofta och där översvämningarna sker mer sällan slår fler växter rot och material sedimenteras och faller till botten.
Ju fler plantor som växer i ett område, desto mer binds marken och på detta sätt växer området. Vid Rømø växer landet med upp till en decimeter om året.
På vissa platser hägnar man in områden med risknippen (faskiner), som underlättar att dyn binder sig så att tillväxten av markområdet ökar snabbare. Denna teknik kallas på danska för grøbling. När så marsklandet fått en höjd så att det inte översvämmas mer, så avstannar tillväxten av markytan.

## Flora
Växtligheten i området är specialiserad för en extrem miljö. Plantorna ska inte bara klara av en stor variation mellan fuktighet och torka utan även stora variationer i salinitet.
Havsvattnet i Vadehavet har en salthalt på mellan 25 och 35 promille, men i vissa områden där vattnet avdunstar faller saltet ut och tränger ned i jorden som då får en mycket högre salthalt.
På grund av dessa förutsättningar förekommer det ett fåtal väl anpassade arter i området kring Vadehavet. Längre upp i marsklandet är biotopen mer konstant, och där förekommer det en annan flora som tränger undan de salttåliga arterna.

## Fauna
Precis som hos växterna är de djur som trivs i denna biotop väl anpassade till de skiftande våta kontra torra perioderna. Vadehavet är näringsrikt och det grunda vattnet är ljust vilket gör det till en idealisk plats för kiselalger som i sin tur blir mat för andra djur som exempelvis plankton. Dessa plankton blir i sin tur mat åt exempelvis sjöstjärnor.

### Fåglar

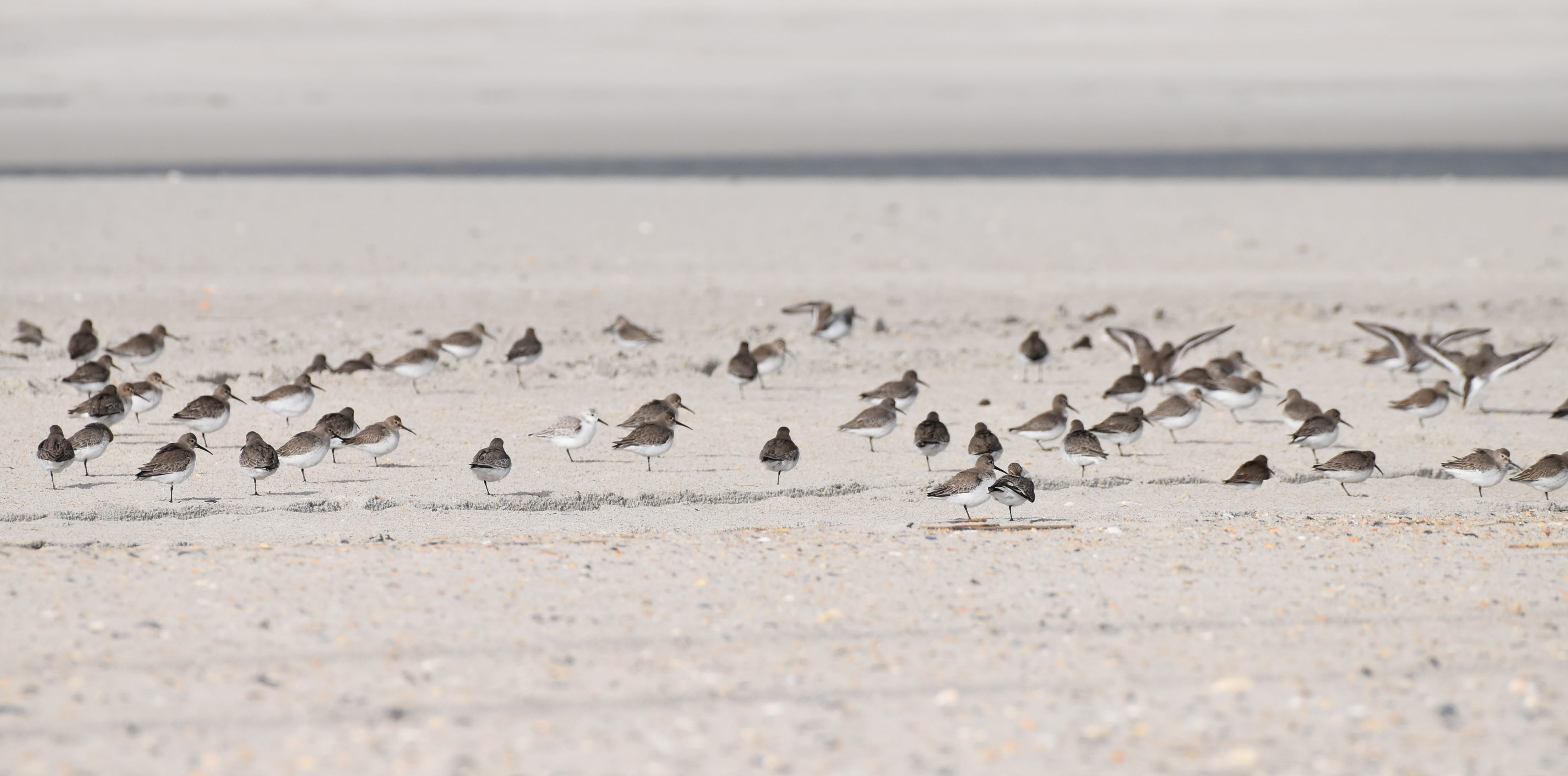
Stora flockar av vadare (här kärrsnäppa) är karaktäristiska för fågellivet kring vadehavet.

Vadehavet är speciellt känt för sitt rika fågelliv och på vinterhalvåret rastar där cirka 10 till 12 miljoner flyttfåglar, främst vadare, gäss och änder. En stor del av dessa fåglar mellanlandar bara en kort period för att så fort som möjligt fylla på sina fettreserver och sedan flyga vidare söderut till sina vinterkvarter på höststräcket, eller flyga vidare norrut till sina häckningsplatser på våren. Vissa arter ruggar till vinterdräkt under sin vistelse i området. Andra fågelpopulationer, som exempelvis underarten islandica av kustsnäppa som häckar på Grönland och i nordöstra Kanada, har vadehavet som sitt viktigaste övervintringsområde. Födotillgången är som störst under sommarmånaderna då tusentals vadare anländer efter att ha häckat långt upp i norr.

#### Häckande arter
Att som fågel häcka på Vadarstränderna vid Vadehavet är riskfyllt. Den absoluta merparten av de häckfåglar som förekommer i området lägger sina bon direkt på marken. Äggen kan då bli ett lätt byte vilket får ställas mot den mycket goda födotillgången. Alla arter har utvecklat olika tekniker för att undgå rovdjur. En vanlig teknik är att spela sjuk och en annan att i flock attackera en annalkande fara. Några exempel på häckande fåglar är skärfläcka, strandskata, skrattmås och gravand.